# Confédération Européenne de Billard
| Confédération Européenne de Billard |                                                                                  |
| Logo seit 2017                      |                                                                                  |
| Verbandsdaten                       |                                                                                  |
| Gründung                            | 12. Juli 1958 (1956)                                                             |
| Disziplinen                         | Karambolage                                                                      |
| Präsident                           | Diane Wild                                                                       |
| Vizepräsidenten                     | Carlos Borrell                                                                   |
| Generalsekretär                     | Jean-Pierre Guiraud                                                              |
| Schatzmeister                       | Rainer Selgrath                                                                  |
| Sportdirektor                       | Stefano Malacrita                                                                |
| Mitglieder                          | 31                                                                               |
| Kontakt                             |                                                                                  |
| Representation                      | Ville Olympique, Lausanne, Schweiz                                               |
| Anschrift                           | Confédération Européenne de Billard Avenue Verdeil 1 1005 Lausanne – Switzerland |
| URL                                 | https://www.eurobillard.org/                                                     |
| Stand: Oktober 2019                 |                                                                                  |

Die Confédération Européenne de Billard (CEB) ist der europäische Dachverband des Karambolagebillardsports und der UMB angegliedert.

## Geschichte

### Neuformierung und Gründung der CEB

Altes Logo, wurde zum 50. Jubiläum 2016 erneuert

Die offizielle Gründung der CEB in Genf ist unter diesem Namen auf den 12. Juli 1958 datiert. Der Vorgänger war die Fédération Internationale de Billard (FIB), die aus den Mitgliedern Niederlande, Belgien, Deutschland und dem Saarland bestand. Die FIB hatte sich aufgrund von Unzufriedenheiten der den Führungsstil und der Bevormundung durch den damals auch für Kontinentalangelegenheiten zuständigen Weltverband Union Internationale des Fédérations des Amateurs de Billard (UIFAB) 1956 gegründet. Beide Verbände konkurrierten von 1956 bis 1958 um die Ausrichtung der Karambolage-Europameisterschaften, sodass 1957 zwei EM ausgerichtet wurden. Nachdem weitere Nationalverbände aus denselben Gründen die UIFAB verlassen hatten, dachte man über eine Neuformierung nach und die FIB ging 1958 in der CEB auf. Der erste Vorstand bestand aus:
- Georges Troffaes, Präsident
- W. Eeuwijk, 1. Vizepräsident
- A. Ventura, 2. Vizepräsident
- L.C. Druart, Generalsekretär
- Karlheinz Krienen, Generalsportdirektor, Presse und Propaganda (war auch gleichzeitig Präsident des DBB)
- J. van Beim, Schatzmeister
- M. Bocognano, Technischer Kommissar
- K. Nussberger, Technischer Kommissar

### Aufgaben
Die CEB ist für den Karambolage-Billardsport in Europa generell, sowie seiner angeschlossenen nationalen Verbände verantwortlich. Neben allen europäischen nationalen Verbänden sind die Verbände aus Ägypten, Israel, Libanon, Russland und Zypern der CEB untergliedert.
Die Interessen des deutschen Karambolagebillards werden durch die Deutsche Billard-Union in der CEB vertreten, Österreich durch den BSVÖ und die Schweiz durch den Schweizerischen Billard Verband/Fédération Suisse de Billard.
Wolfgang Rittmann initiierte 2013 erstmals eine Gesamt-Europameisterschaft, bei der alle Altersklassen und Geschlechter vertreten sind und alle Karambolagedisziplinen nicht nur am Matchbillard, sondern auch am Kleinen Tisch ausgespielt werden. Die Vereinsklassen werden ebenfalls ausgespielt.

### Erste Präsidentin
Am 20. Mai 2017 wurde mit der Schweizerin Diane Wild (* 20. April 1960) erstmals eine Frau zur Präsidentin des größten Kontinentalverbandes gewählt. Wild war vor ihrer Wahl schon Vizepräsidentin und ist bekannt für die Auslobung und Organisation der Lausanne Billard Masters.
In ihrer Antrittsrede setzt sie sich für mehr Innovationen, Transparenz und Zusammenarbeit mit den nationalen Verbänden ein. Ein Augenmerk will sie auf die Förderung und den Ausbau der Damen- und Jugendwettbewerbe, sowie eine stärkere Präsenz der Randdisziplinen des Karambolagebillardsports Kunststoß und 5-Kegel legen. Eine wichtige Rolle soll auch die Weiterführung der Multi-Europameisterschaften in Brandenburg an der Havel 2019 und darüber hinaus sein.
Am 19. Juni 2021 wurde Wild für eine zweite Amtszeit als Präsidentin bestätigt. Als Vizepräsident löste der Spanier Carlos Borrell seinen italienischen Vorgänger Gabrio Volante ab. Alle anderen Vorstandsmitglieder behielten ihre Position.

## Konflikt der UMB/CEB mit der PBA
Als untergeordneter Verband schloss sich die CEB den Aussagen und Vorgehensweisen der UMB an. Die Disziplinarkommission der CEB gab am Wochenende 14./15. September nach ihrer Beratung die Sperre von 18 Spielern bekannt und bestätigte damit die Sperren der UMB. Gesperrt wurden (vom 1. Juli 2019 bis 1. Juli 2020):
| - Juan David Zapata - Carlos Anguita - Javier Palazón - David Martinez - Amai Najjari - Jean Paul de Bruijn (bis 2021) | - Glenn Hofman - Andrea Hofman - Frédéric Caudron - Eddy Leppens - Adnan Yüksel - Birol Uymaz | - Savas Bulut - Filipos Kasidokostas (bis 2021) - Kostas Papakonstantinou - Alan Schröder - Tonny Carlsen (bis 2021) - Pierre Soumagne (bis 2021) |

### Reglement, Verstöße und Strafen
Die Statuten der CEB besagen, unter anderem, dass eine Verletzung der Regeln vorliegt, bei
- Nichteinhaltung der Statuten und behördlichen Vorschriften
- unsportliches Verhalten bei Turnieren
- schlechtes Verhalten in der Öffentlichkeit, telefonisch (Nachrichten) oder persönlich, die dem Ruf der CEB schadet

Die Kommission kam ebenfalls zu dem Schluss, dass Spieler durch die Teilnahme an PBA-Turnieren gegen die CEB-Statuten verstoßen haben. Artikel 423 sieht für Regelverstöße folgende Sanktionen vor:
- Warnung unter Strafe im Wiederholungsfall
- Die Festlegung einer Bestrafung im Wiederholungsfall
- Abzug von Punkten, bzw. Entzug von Titeln, Plätzen oder Medaillen
- Rückzahlung oder teilweise Rückzahlung von Preisgeldern oder anderen erhaltenen Vorteilen
- Bußgeld von maximal 5.000 €
- Die zeitliche Ausdehnung der Sperre bis zu maximal 10 Jahren

Diese Regelung und die Sperren betreffen nur die von der CEB ausgerichteten Turniere auf europäischer Ebene. Die CEB hat den Nationalverbänden einen eigenen Umgang mit dem Konflikt zugesagt. Die Nationalverbände der Niederlande und Belgiens übernahmen diese Sperren nicht. Die DBU musste nicht aktiv werden, da sich kein deutscher Spieler zur Teilnahme an der PBA-Tour entschlossen hatte, dies gilt ebenso für Österreich und die Schweiz.

## Liste der Präsidenten
- 1958–1965  Georges Troffaes[6]
- 1965–1971  M. Bocognano[6]
- 1971–1984  André Gagnaux[6]
- 1984–1988  J. Graus[6]
- 1988–2016  Wolfgang Rittmann † (Ehrenpräsident)[7][6]
- 2016–2017  Bennie Deegens[6]
- 2017–0000  Diane Wild[6]

## Gründungsmitglieder
Die folgenden 15 Verbände sind als Gründungsmitglieder der CEB anerkannt:
| - DBB – Deutscher Billard Bund - ÖABV – Österreichischer Amateur Billard Verband - FRBBA – Fédération Royale Belge de Billard Amateurs - DACC – Fédération Britannique de Billard - DDBU – Fédération Danoise de Billard - FERAU – Fédération Egyptienne des Amateurs de Billard - FEB – Fédération Espagnole de Billard - FFB – Fédération Française de Billard | - FIBA – Fédération Italienne de Billard Amateurs - FLAB – Fédération Luxembourgeoise des Amateurs de Billard - KNBB – Fédération Royale Néerlandaise de Billard - PZB – Fédération Polonaise de Billard - FPB – Fédération Portugaise de Billard - FSAB – Fédération Suisse des Amateurs de Billard - SCKK – Fédération Tchécoslovaque des Amateurs de Billard |

## Mitglieder
Folgende 31 Verbände waren nach der 45.  Generalversammlung vom April 2009 in Gizeh/Kairo, Mitglieder der CEB:
- ABF – Albanian Billard Federation
- BBF – Bulgarian Billiard Federation  – Offizielle Webpräsenz
- BSVÖ – Billard Sportverband Österreich  – Offizielle Webpräsenz
- CBA – Croatian Billiard Association – Offizielle Webpräsenz
- CBS – Českomoravský Biliarový Svaz  – Offizielle Webpräsenz
- CBSF – The Cyprus Billiards and Snooker Federation  – Offizielle Webpräsenz
- DBU –  Deutsche Billard-Union  – Offizielle Webpräsenz
- DDBU – Den Danske Billard Union  – Offizielle Webpräsenz
- FBSS – Federazione Biliardo Sportivo Sammarinese  – Offizielle Webpräsenz
- FFB – Fédération Française de Billard  – Offizielle Webpräsenz
- FIBiS – Federazione Italiana Biliardo Sportivo  – Offizielle Webpräsenz
- FLAB – Fédération Luxembourgeoise des Amateurs de Billard  – Offizielle Webpräsenz
- FPB – Federação Portuguesa de Bilhar  – Offizielle Webpräsenz
- FRBB/KBBB – Fédération Royale Belge de Billard/Koninklijke Belgische Biljartbond  – Offizielle Webpräsenz
- FSB – Slovak Billiard Federation  – Offizielle Webpräsenz
- HBU – Hellenic Billiard Union  – Offizielle Webpräsenz
- ISPA – Israël Snooker & Pool Association  – Offizielle Webpräsenz
- KBS CG – Karambol Savez Crne Gore  – Offizielle Webpräsenz
- KNBB – Koninklijke Nederlandse Biljartbond  – Offizielle Webpräsenz
- KTBF – Kibris Türk Bilardo Federasyonu  – Offizielle Webpräsenz
- LBF – Lithuanian Billiard Federation  – Offizielle Webpräsenz
- MABIK – Magyar Biliard Szövetseg  – Offizielle Webpräsenz
- NBF – Norges Biljardforbund  – Offizielle Webpräsenz
- RBF – Russian Billiard Federation
- RFEB – Real Federación Española de Billar  – Offizielle Webpräsenz
- SBF – Svenska Biljardförbundet  – Offizielle Webpräsenz
- SBIL – Suomen Biljardiliitto   – Offizielle Webpräsenz
- SBV/FSB – Schweizerischer Billard Verband/Fédération Suisse de Billard  – Offizielle Webpräsenz
- TBF – Türkiye Bilardo Federasyonu  – Offizielle Webpräsenz

### Ehemalige Mitglieder
- EFBS – Egyptian Federation of Billiards Sports  (seit dem 25. März 2013 Mitglied des neugegründeten ACC. Blieb aber noch bis zum Ende 2013 ebenfalls Mitglied des CEB und nahm an deren Turnieren teil.)

## Veröffentlichungen
Von Januar 1959 bis April 1988 gab die CEB dreimal jährlich ihre offizielle Verbandszeitschrift „Le Billard“ heraus. In der Saison 1988/89 wechselte sie den Namen in „CEB-Report“, diese erschien bis 1995 einmal jährlich. Danach gab die CEB keine weiteren Verbandsmagazine als Printmedium mehr heraus. Zurzeit ist das Billardmagazin „touch“ in offizieller Zusammenarbeit mit der CEB. Dieses wird regelmäßig mit der Berichterstattung und Fotodokumentation beauftragt.
Verantwortliche Redakteure:
- Nr. 1, Januar 1959: Louis Druart (bis Nr. 27, Juli 1965)
- Nr. 28, Oktober 1965: J. Babut du Mares (bis Nr. 87, Mai 1982)
- Nr. 88, Oktober 1982: Alphonse Mack (bis Nr. 90, April 1983)
- Nr. 91, Oktober 1983: José Pisart (bis Nr. 104, April 1988)
- Ab 1988/89 CEB-Report: u. a. Rolf Kalb, (jährlich) (bis 1994/95)